# Marokkaans-Arabisch
Marokkaans-Arabisch of Darija is de meest gebruikte taal van Marokko. Het Marokkaans-Arabisch is een regionale variant van het Arabisch. Ook andere landen en gebieden hebben een eigen variant, al komen deze meer overeen met het Standaardarabisch naarmate men het Arabisch Schiereiland nadert. Dit Darija wordt ook wel Marokkaans genoemd. De taal zou een van de lastigst verstaanbare Arabische varianten zijn. Het dialect dat het meest hierop lijkt, is het Algerijns-Arabisch.
De taal wordt ook Darija genoemd; dat is het Arabische woord voor gangbaar. De naam impliceert dus dat het om "de gangbare taal" gaat. De naam wordt ook in de naburige landen gebruikt voor verwante Arabische talen.
Het Marokkaans-Arabisch is sterk beïnvloed door andere talen: in de eerste plaats door het Tamazight (Berbers), maar ook in mindere mate Frans, Portugees en Spaans. De grammatica is ook een smeltkroes: er worden soms Arabische grammaticale constructies op Amazigische woorden toegepast, en vice versa.

## Geschiedenis
Voor de komst van de islam werd er in Marokko Tamazight gesproken. Na de verovering van Marokko in de zevende eeuw door de Arabische Omajjaden werd Marokko langzaam maar zeker gearabiseerd, dit verliep in drie fasen:
- In de zevende eeuw, na de islamitische verovering van Marokko, werden er Arabische legerbases gebouwd met een bezetting van soldaten uit het Midden-Oosten. Vanaf die tijd vond er vermenging door huwelijk plaats van Arabische soldaten met Amazighische inwoners. In deze fase verarabiseerde Marokko nog maar weinig.
- Tijdens de elfde eeuw met de komst van verschillende Arabische stammen uit het Midden-Oosten naar Noord-Afrika. Met name de stam Banu Hilal verspreidde zich over grote delen van Noord-Afrika waardoor grote gebieden werden gearabiseerd. De Banu Hassan vestigden zich in de Sahara.
- Na de val van Al-Andalus (islamitisch Spanje) vluchtten veel Arabischtalige Morisken, moslims die in Spanje woonden, naar Noord-Afrika en vestigden zich onder andere in Marokko. Met name in het noorden van Marokko (Tanger, Tétouan) is de invloed van de Morisken nog sterk aanwezig.

Met name de laatste twee fasen hebben ervoor gezorgd dat de meerderheid van de bevolking in Marokko Arabisch spreekt. Ruim twee derde van de Marokkanen heeft als moedertaal het Marokkaans-Arabisch. Het overige deel spreekt, vaak naast het (Marokkaans) Arabisch, een Tamazight-variant.

## Varianten
Het is, net zoals dat in veel andere Arabische landen het geval is, moeilijk om te spreken over één soort Marokkaans Arabisch. In Marokko zijn er verschillende varianten Arabisch die, vaak slechts in kleine mate, van elkaar verschillen. We kunnen deze varianten op verschillende manieren indelen. Allereerst naar gebied:
- Dakhiliya Arabisch: dit wordt gesproken aan de Atlantische kust en in de grote steden in het binnenland (Rabat, Casablanca, Fès, Marrakech, etc.)
- Chamal Arabisch: dit wordt gesproken in het noordwesten van Marokko (Tanger, Tétouan en omstreken). Dit wordt ook wel Jebala Arabisch genoemd omdat dit gebied van Marokko bewoond wordt door de Jebala.
- Charq Arabisch: dit wordt gesproken in het oosten van Marokko, tussen de rivier Moulouya en de Algerijnse grens (Oujda en omstreken). Dit dialect toont overeenkomsten met de Arabische dialecten van Algerije.
- Sahara Arabisch: dit wordt gesproken door de Arabische nomadenstammen van de Sahara.

Daarnaast is ook een historische indeling mogelijk:
- Hilali Arabisch: dit dialect behoorde oorspronkelijk toe tot de Banu Hilalstammen die zich in de elfde eeuw vestigden in Noord-Afrika. Dit dialect wordt gesproken ten zuiden van Casablanca (Doukkala, Abda, Chaouia etc.) en in het oosten.
- Andalusisch-Arabisch: dit dialect is afkomstig van de mensen die tijdens de Reconquista uit El-Andalous (Spanje) zijn gevlucht en zich in Marokko hebben gevestigd. Het wordt gesproken in het noorden (Tanger, Tétouan), Rabat en Fès.
- Hassaniya Arabisch: dit dialect wordt gesproken door de Banu Hassanstammen in de Sahara.

Er is een duidelijk verschil tussen het Hassaniya Arabisch, dat ook in Mauritanië en delen van de Algerijnse Sahara wordt gesproken, en de twee eerstgenoemde dialecten.